# Улица Генерала Тюленева
Улица Генерала Тюле́нева — улица в районе Тёплый Стан города Москвы. Улица проходит с северо-запада на юго-восток, начинается у улицы Тёплый Стан, идёт вдоль Троицкого лесопарка, затем параллельно МКАД и ряду ГСК, и заканчивается у Профсоюзной улицы. Нумерация домов — от улицы Тёплый Стан.

## История
Названа в 1982 году в честь И. В. Тюленева — советского военачальника, Героя Советского Союза, полного кавалера знака ордена Святого Георгия, генерала армии, о чём извещают аннотационные таблички, установленные на домах № 1 и № 3.

## Транспорт

### Наземный транспорт
По улице от Профсоюзной улицы до станции метро «Генерала Тюленева» (и обратно) проходит автобус 188.
Напротив дома № 33 расположена конечная станция общественного транспорта «5-й микрорайон Тёплого Стана» автобусов м27, 250, 264, 647, с923, c976.

### Метро
Ближайшие станции метро — «Генерала Тюленева» и «Тёплый Стан».

#### Станция метро «Генерала Тюленева»
Во время визита мэра Москвы Сергея Собянина в Китай, 19 мая 2014 года в Пекине было подписано соглашение между ОАО «Мосинжпроект», Китайской железнодорожной строительной корпорацией и Китайским международным фондом (China International Fund) о строительстве Коммунарской (ныне — Троицкой) линии Московского метрополитена на средства китайских инвесторов. Среди остановок на новой линии была заявлена и станция метро «Улица Генерала Тюленева».
«Мы сейчас активно работаем над проектом планировки новой линии метро. Все земельные участки под строительство уже определили» — заявил заместитель мэра Москвы по градостроительной политике и строительству Марат Хуснуллин.

Станция метро «Генерала Тюленева» (изначально «Улица Генерала Тюленева») располагается между 6-м и 7-м микрорайонами Тёплого Стана, что соответствует территории в самом начале улицы Генерала Тюленева, между торговым центром (д. 4, снесённым) и улицей Тёплый Стан. Ввод станции был запланирован на 2024 год, в составе участка из 11 станций от «ЗИЛа» до «Коммунарки». Станция открыта 7 сентября 2024 года, в составе первых четырёх станций Троицкой линии.
- Здание бывшего универсама по адресу: улица Генерала Тюленева, 2. Фото 2015 года. Здание снесено в 2020 году
- Вестибюли станции метро «Генерала Тюленева», сентябрь 2024 года

## Интересный факт
Местность вокруг начального, примыкающего к улице Тёплый Стан, участка улицы Тюленева жители района именуют с 1970-х годов «Тюленями». Возможно, ассоциации с этим северным морским животным вызывали расположенные неподалёку белые дома-общежития с вытянутыми окнами. После Перестройки у жителей округи закрепилась переделка песни «Местные» группы «Сектор газа»: «Мне к „Тюленям“ не пройти, могут встретить на пути Местные!»

## Происшествия
4 мая 2025 года в 20:59 в доме № 39 (девятиэтажный панельный дом 1972 года постройки с железобетонными перекрытиями, 16 подъездов; типовая серия II-49) на девятом этаже 12-го подъезда прогремел взрыв и возник пожар на площади около 100 м², из-за чего в доме произошло обрушение между 8-м и 9-м этажами на площади около 60 м², есть четверо погибших, сильно повреждены несколько квартир. Спасатели приехали в течение 2 минут, но спасти людей в объятой пламенем квартире им не удалось. Предварительная причина пожара — взрыв газа.